# Marcão (Fußballspieler, 1975)
Marcão, bürgerlich Marcos Alberto Skavinski (* 28. März 1975 in Curitiba), ist ein ehemaliger brasilianischer Fußballspieler.

## Karriere
Der 1,86 große linke Abwehrspieler begann seine Karriere 1991 beim Jugendverein Coritiba FC, er stand für zwei Saisonen unter Vertrag. Nationale Bekanntheit erreichte er durch seine Verteidigung bei dem Verein EC Juventude. Von 2004 bis 2007 stand er beim Verein Athletico Paranaense unter Vertrag. Er absolvierte 72 Ligaspiele und schoss ein Tor. In den Jahren 2004 und 2005 war er als Kapitän des Vereines tätig, bevor er von den Vereinen Ittihad FC und Kawasaki Frontale ausgeliehen wurde. In der Saison 2007/08 wechselte er zum Verein Internacional Porto Alegre. Die Nationale Kommission für Dopingkontrollen gab bekannt, dass die im August 2007 durchgeführte Dopingkontrolle positiv war und der Stoff verboten ist. 2011 kündigte er den Vertrag beim Verein Goiás EC und beendete seine Karriere.

## Erfolge
Athletico Paranaense
- Staatsmeisterschaft von Paraná: 2005

Internacional
- Staatsmeisterschaft von Rio Grande do Sul: 2008, 2009
- Copa Sudamericana: 2008